# Fara ob Soči
Fara ob Soči (italijansko Farra d'Isonzo, furlansko Fare ali lokalno Fara) je naselje in občina s 1.691 prebivalci v italijanski deželi Furlanija - Julijska krajina.

## Geografska lega
Fara ob Soči je barvito središče zaradi številnih vinogradov, ki pokrivajo večji del njenega ozemlja. Stare značilnosti kmetijske krajine so se ohranile v urbani strukturi kraja, ki vključuje številne vasi in dva kraja Majnica (Mainizza) in Villanova. Občinsko ozemlje na vzhodu in jugu poteka ob strugi reke Soča. Na severnovzhodnem delu občine je značilen relief hriba Fortino (116 m) v bližini zaselka Villanova, na katerem so ohranjene utrdbe in topniški položaji iz časa 1. svetovne vojne.

## Zgodovina
Ime "Fara" je lahko langobardskega izvora izhajajoč iz fara, ki v langobardskem jeziku označuje trdnjavo, podeljeno posameznim družinam s potomci, ali pa slovanskega izvora, ki se je v staroslovenskem jeziku nanašalo na teritorialno območje, ki je spadalo pod posameznega krščanskega duhovnika v času pokristjanjevanja oziroma oblikovanja cerkvene organizacije. 
Rimljani so na tem kraju imeli poštno ali prometno postajo, blizu katere so zgradili soliden most čez reko Sočo, Pons Sontii, v zaselku Majnica (Mainizza), za komunikacijo z deželami na vzhodu. Goti, Ostrogoti, Langobardi, Avari, Huni, Madžari in Turki so šli skozi ta strateški most, da bi vdrli v Rimsko cesarstvo. 
Spomladi leta 568 našega štetja so Langobardi dosegli bregove Soče, blizu mostu, ki se nahaja blizu današnje vasice Majnica. Langobardi so na vzpetinah San Michele in gori Fortino postavili obrambne postojanke in ustanovili "faramanijo, to je garnizijo, sestavljeno iz skupine plemiških družin, za obrambo pridobljenega položaja. Kraj je potem prvič omenjen v listini iz 3. maja 762, ko so bratje Erfo, Anto in Marco vstopili v samostan in mu darovali posest "Salt di Povoletto" in" Sesto al Reghena", vključno z "'Fara juxta turionem"', to je prvotna faramanija, ki se nahaja v bližini utrjenega stolpa. Naslednji dokument z omembo toponima je darovnica, s katero je cesar Oton I. Veliki Saški v Raveni leta 967 last gradu Faro v lasti nekega Annoneja prenesel na patriarha Rodoalda. Leta 1216 je goriški grof Majnhard II., po sporu o lastništvu gradu z oglejskim patriarhatom, le-tega dal zravnati z zemljo skupaj z mostom čez Sočo, ki je v času svojega obstoja že doživel več rušitev in poznejših rekonstrukcij.
Kasneje je kraj pripadel družini Strassoldo, ki ga je med 15. in 16. stoletjem morala braniti pred vpadi Madžarov in Turkov, močno pa so jo prizadele tudi vojne med Beneško republiko in Avstrijo, ki je imela interes se razširiti na to strateško območje. Po Napoleonovi zasedbi se je dežela vrnila pod avstrijsko upravo in je bila nato šele nekaj časa po koncu prve svetovne vojne, 5. januarja 1921 (z zakonom št. 1778), priključena Italiji.

## Spomeniki in zanimivi kraji

### Sakralna arhitektura

#### Cerkev Svete Marije Vnebovzete
Najstarejše sledi prvega bogoslužnega prostora v Fari ob Soči najdemo za sedanjo zakristijo, kjer je mogoče prepoznati ostanke prvega bogoslužnega prostora, postavljenega sredi 15. stoletja, od katerega je danes uporabljena le poligonalna apsida, preostali del stavbe pa je bil vključen v zakristijo. Med obnovitvenimi deli starodavne cerkve v osemdesetih letih 20. stoletja so prišli na dan tudi ostanki langobardske arhitekture, zato obstaja razlog za domnevo, da je na tem območju že takrat obstajal bogoslužni prostor. 
Za ostanke apside cerkve iz 15. stoletja je značilen gotski slog, s fresko v sredini, ki prikazuje Madono z otrokom, celoto pa prekriva rebrasti obok s sklepnikom in rozeto, v kateri so vgravirane črke "YXDFVMN" in »YHV«, kar pomeni »Yesu X[Ch]risto Dei Filio Virgine Maria Nato« (Jezus, Božji sin, rojen iz Device Marije) in »Yesu Hominum Vota« (darovano od ljudi Jezusu). Starodavna cerkev je imela poleg glavnega oltarja še manjši oltar na levi strani, posvečen svetima Roku in Sebastijanu, medtem ko je bil na desni strani posvečen sveti Margareti. V začetku 18. stoletja so se odločili zgraditi novo cerkev.
Sedanja cerkev je bila zgrajena leta 1728 poleg prejšnje, na prostoru, kjer je nekoč bilo pokopališče. Med apostolskim obiskom goriškega nadškofa Karla Mihaela Attemsa leta 1759 je bila cerkev že dograjena z glavnim oltarjem, posvečenim Mariji Vnebovzeti, stranska dva oltarja pa sta bila posvečena sv. Opatu in svetemu Antonu Padovanskemu, ki sta bila kasneje zamenjani s sedanjima, posvečenima svetemu Petru in Pavlu. Pozneje postavljeni zvonik so dvignili še za 15 metrov nad prvotnega in ga zaključili z bakrenim čebulastim pokrovom. Po prvi svetovni vojni je bila stavba napol porušena in šele po prvi svetovni vojni se je začela obnova cerkve, ki se je končala leta 1923 z novo posvetitvijo župnišča. V naslednjih letih so nastale nove notranje poslikave in postavljene nove orgle; prezidan je bil tudi zvonik s šiljastim zaključkom.

#### Druge cerkve
- Cerkev Naše Gospe od Presvetega Srca (v Majnici)
- Cerkev svetega Petra in Pavla (v Villanovi)
- Cerkev brezmadežnega spočetja (Vas Zuppini)

### Civilna arhitektura

#### Palača Strassoldo-Peteani-Calice
Palača Strassoldo-Peteani-Calice stoji ob modernih stavbah, obnovljenih po vojnih dogodkih. Stavba je bila zgrajena od leta 1728 po volji veje goriške družine Strassoldo, ki je tam že imela v lasti palačo, ki so jo takrat oblasti popolnoma porušile, da bi kaznovale Nikolaja Strassolda, ki je bil skupaj z Marianom Musicom in Lucijem Della Torre, vpleten v grozovite zločine. Palačo so pozneje kupili baroni Peteani in je po nekaj dedovanjih postala del premoženja grofice Elisabette Beretta, ki jo je nato prodala družini Calice. Od leta 1908 je palača sedež krajevne občine.

#### Vila Parens
Vila je bila zgrajena leta 1860 kot rezidenca za premožne lastnike mlina v predelu Borgo Molino, ob starodavni cesti, ki je vodila iz Gorice v Gradiško. Stavbo je leta 1944 kupil posestnik Ivan Petric, doma iz Ljubljane, z namenom, da bi v njej uredil sedež svojega podjetja, ki je obsegalo različne vinograde in obdelovalne zemlje na območju Nove Gorice. Vila je pridobila določen pomen med drugo svetovno vojno, ko je postala sedež lokalnega nemškega štaba (1944-1945), nato pa jo je britanska vojska rekvirirala v obdobju Morganove linije (junij 1945 - september 1947) kot lokalno rezidenco za poveljnika 59. pehotnega polka, kasneje pa je prešla na lokalno ameriško poveljstvo, ki ga je uporabljalo kot svoj štab do dokončnega umika tujih čet z območja (konec 1950).
Ko so vilo vrnili družini Petrič, jo je podedovala družina Puiatti, ki je leta 1984 izvedla obsežno prenovo vile.

### Vojaška arhitektura
- Topniška galerija na hribu Fortino[1]

## Naselja občine
Občina Fara ob Soči je razdeljena na 7 zaselkov: Borgo Chiesa, Borgo del Molino, Borgo Grotta, Fossata, Majnica (Mainizza), Monte Fortino, Villanova di Farra.

## Pobratene občine
- Oberaich
- Zalalövő